# Чандамале, Люсия
Люсия Чандамале (англ. Lucia Chandamale; род. 18 июня 1988, Лилонгве) — малавийская легкоатлетка, специалистка по бегу на длинные и средние дистанции. Выступала на профессиональном уровне в 2000-х годах, победительница и призёрка ряда крупных международных стартов, действующая рекордсменка Малави в беге на 1500 метров, участница летних Олимпийских игр в Пекине.

## Биография
Люсия Чандамале родилась 18 июня 1988 года в городе Лилонгве, Малави.
Впервые заявила о себе на международном уровне в сезоне 2004 года, когда вошла в состав малавийской сборной и выступила на чемпионате мира по кроссу в Брюсселе, где в гонке юниорок заняла 40-е место. Также в этом сезоне с личным рекордом 1:15:09 одержала победу на чемпионате Южно-Африканского региона по полумарафону в Хараре и финишировала третьей в 15-километровом пробеге в Мапуту.
В 2006 году в беге на 5000 метров закрыла десятку сильнейших на Играх Содружества в Мельбурне и на чемпионате Африки в Бамбусе.
В 2007 году в 5000-метровой дисциплине показала 12-й результат на Всеафриканских играх в Алжире, стартовала на чемпионате мира в Осаке, где установила свой личный рекорд 16:35.75, но в финал не вышла.
В 2008 году в беге на 5000 метров была девятой на чемпионате Африки в Аддис-Абебе, тогда как на международном старте в итальянском Веллетри установила ныне действующий рекорд Малави в беге на 1500 метров — 4:26.83. Благодаря череде успешных выступлений удостоилась права защищать честь страны на летних Олимпийских играх в Пекине — на предварительном квалификационном этапе 5000 метров показала время 16:44.09, чего оказалось недостаточно для выхода в финал. Являлась знаменосцем малавийской делегации на церемонии закрытия Игр.